# Mademoiselle Strip-tease
Pour plus de détails, voir Fiche technique et Distribution.
Mademoiselle Strip-tease est un film français réalisé par Pierre Foucaud en 1957.

## Résumé
Ce film est une sorte de compilation de scènes de nudité et de striptease, le scénario n'ayant qu'une importance secondaire : pour rejoindre son fiancé Jacques, (Philippe Nicaud) étudiant en médecine à Paris, la jeune Sophie (Agnès Laurent) réussit à vaincre l'opposition de son père: Mr Durville, riche bourgeois lyonnais à principes. Hébergée par sa tante, la mondaine Mme de Breule, (Simone Paris) elle est amenée, pour éloigner Jacques de sa maîtresse, la stripteaseuse Rita, (Dora Doll) à effectuer elle-même un numéro de striptease. Des photos sont prises par un truand qui essaie de faire chanter la famille Durville. Tout s'arrange avec l'aide de Rita, qui bonne fille, souhaite beaucoup de bonheur aux amoureux.

## Fiche technique
- Réalisation : Pierre Foucaud, assisté de Henri Toulout
- Scénario : Alice Colanis
- Adaptation : Pierre Foucaud, Louis Duchesne
- Dialogue : Pierre Véry
- Décors : Sydney Bettex
- Costumes : Mireille Leydet
- Photographie : Paul Cotteret
- Opérateur : Guy Suzuki
- Musique : René Cloërec, Moustache
- Agnès Laurent est habillée par Virginie (Paris)
- Chorégraphie : Jean Guélis
- Montage : Jean Feyte
- Son : Jean-Désiré Bertrand
- Maquillage : Blanche Picot
- Coiffures : Maud Bégon
- Photographe de plateau : Jean Schmidt
- Script-girl : Annie Dubouillon
- Régisseur : Pierre Cottance
- Production : Contact Organisation - TV Cinéma - Cofrabel Films
- Chef de production : René Thévenet
- Directeur de production : Louis Duchesne
- Directeur technique de production : Jacques Garcia
- Administrateur : Pierre Deguilhem
- Distribution : Jeannic Films
- Tournage du 23 avril au 3 juin 1957, dans les studios Francoeur, à Paris et en décors naturels, notamment au "Slow-Club", à la "Casita" et au "Grand Arbre" et pour les extérieurs à Paris et à Lyon
- Tirage dans les laboratoires C.T.M
- Pays :  France
- Format :   Noir et blanc - 35 mm - Son mono
- Genre : Comédie romantique et comédie érotique
- Durée : 83 min.
- Date de sortie : 
  - France : 13 novembre 1957
- Visa d'exploitation : 19.044

## Distribution
- Philippe Nicaud : Jacques Bersan, le jeune étudiant en médecine parisien
- Agnès Laurent : Sophie Durville, jeune provinciale lyonnaise et fiancée de Jacques
- Dora Doll : Rita, la stripteaseuse, maîtresse de Jacques
- Simone Paris : Mme de Breule, la tante de Sophie
- Véra Valmont : Héléna, modèle nu et strip-teaseuse, fiancée de Brutus
- Moustache : Dans son propre rôle et avec son orchestre de Rock and Roll
- Jacques Dufilho : Pedro Avendetti, l'artiste peintre qui expose
- Junie Astor : La directrice du cabaret
- Jacques Ary : Brutus, le fiancé d'Héléna et ami de Jacques
- Michel Bardinet : Hubert, un étudiant en médecine
- Sam Endel : Jo, un petit truand maître chanteur
- Lucienne Le Marchand : Mme Durville, la mère de Sophie
- Jean Galland : M. Durville, le père de Sophie
- Paul Demange : Le machiniste
- Robert Thomas : Un dessinateur qui emprunte le "bleu" à Sophie
- Roger Saget : Le professeur de strip-tease
- Jean-Pierre Jaubert : Le cousin de Sophie et ami de Jacques
- Alix Mathieu : La romancière à l'exposition du peintre
- Picolette : La photographe du cabaret
- Germaine Grainval : La grand-mère de Sophie
- Charles Bouillaud : Émile, le domestique des Durville
- Lisa Jouvet : La dame de l'exposition de peinture disant : « Inouï »
- Raoul Billerey : Le cow-boy au fouet et pistolet
- Monique Vita : une danseuse du numéro Impressions d'Orient
- Évelyne Autran :  une danseuse du numéro Impressions d'Orient
- Bijou : une danseuse du numéro Impressions d'Orient
- Élaine Dana : numéro strip-cowgirl
- Lily la Pudeur : numéro strip-cancan
- Loulou Guiness : numéro flash-striptease
- Chantal Ledru :
- Tania Soucault :
- Janine de Andréa :
- Daniel Lasnier :
- Janine de Andréa :
- Lola Braxon :
- Avec également : Beck et Marino (« Les Croq'monsieur » du Crazy Horse Saloon) , « Les Compagnons du Zodiaque » (de la Fontaine des quatre saisons)

## Accueil
Ce film qui contient plusieurs scènes de nudité fut interdit aux moins de 16 ans à sa sortie. Il ressortit régulièrement dans le circuit des cinémas d'exploitation spécialisés (parfois sous le titre "Paris Sexy")[réf. souhaitée]